# ترافيس بوند
ترافيس بوند (بالإنجليزية: Travis Bond)‏ هو لاعب كرة قدم أمريكية ولاعب كرة القدم الكندية أمريكي، ولد في 10 ديسمبر 1990 في كارولاينا الشمالية في الولايات المتحدة.

## وصلات خارجية
- ترافيس بوند على موقع مرجع كرة القدم المحترفة.كوم (الإنجليزية)